# Mount Rukhin
Mount Rukhin (russisch Гора Рухина Gora Ruchina) ist ein 1740 m hoher Berg im ostantarktischen Königin-Maud-Land. Im Lomonossowgebirge ragt er 15 km südwestlich des Ekho Mountain auf.
Norwegische Kartographen kartierten ihn anhand von Luftaufnahmen und Vermessungen der Dritten Norwegischen Antarktisexpedition (1956–1960) aus den Jahren von 1958 bis 1959. Sowjetische Wissenschaftler nahmen zwischen 1960 und 1961 erneut Vermessungen und die Benennung vor. Namensgeber ist der sowjetische Geologe Lew Borissowitsch Ruchin (1912–1959) von der Universität Leningrad. Das Advisory Committee on Antarctic Names übertrug die russische Benennung 1970 ins Englische.